# Sybra praeusta
Sybra praeusta es una especie de escarabajo del género Sybra, familia Cerambycidae. Fue descrita científicamente por Pascoe en 1859.
Habita en India y Sri Lanka. Esta especie mide 9 mm.